# Didàctica de l'escriptura
La didàctica de l'escriptura, ensenyament de l'escriptura o pedagogia de l'escriptura és el conjunt de metodologies per a l'aprenentatge i l'ensenyament de l'escriptura, com a part de l'alfabetització. Pot ser a infants o a adults, en la llengua materna o en altres llengües, amb el mateix o diferent alfabet o sistema d'escriptura.
L'escriptura a l'ensenyament consta de dues fases diferenciades: la capacitat de l'aprenent de llegir i escriure en una més llengües i sistemes, adquirida com a part del procés d'alfabetització i sovint acompanyada d'exercicis de cal·ligrafia, i la pràctica de la redacció per millorar l'expressió escrita, que forma part de la competència comunicativa i pot donar-se a l'ensenyament obligatori, a la universitat (mitjançant tallers d'escriptura) o en cursos monogràfics, sigui d'escriptura literària com professional (a vegades units als de retòrica i comunicació eficaç). En aquesta segona modalitat s'ensenyen tècniques per fomentar la creativitat, l'eficàcia comunicativa i es treballa en l'estructura del discurs, el coneixement de la tipologia textual i l'ampliació del vocabulari, així com en mecanismes de revisió de textos.
L'aprenentatge de l'escriptura és un procés més dificultós, complex i llarg que el de la lectura. És impossible que el nen escrigui als 5 o 6 anys tot el que és capaç de llegir i entendre. L'adquisició de l'escriptura comporta per als nens un gran esforç intel·lectual, ja que és una activitat molt complexa. Per comprendre les dificultats que té l'aprenentatge de l'escriptura s'han d'analitzar els seus dos components: significant o forma i significat o missatge que es transmet.

## Etapes d'ensenyament
En l'ensenyament sistemàtic de l'escriptura es poden distingir tres etapes:
La primera etapa és prèvia a l'escriptura perquè els objectius van encaminats a aconseguir el domini dels traços, sense fer lletres i a desenvolupar el control motor. El nen aprèn i practica el traçat de les línies que després li seran útils per fer les grafies.
La segona etapa és la de l'inici de l'escriptura perquè l'alumne comença a traçar les lletres i a enllacar-les formant síl·labes i paraules. També escriu les seves primeres frases. Encara que es segueix donant atenció als aspectes gràfics, es comencen a treballar els components lingüístics del llenguatge escrit. El nen comença a transmetre significats, encara que només siguin d'una paraula.
La tercera etapa és la del progrés en l'escriptura. Sense descuidar la cal·ligrafia, es dona importància al significat, al contingut, al que es transmet tenint en compte les normes de la llengua. És per això que l'ortografia, la gramàtica, la morfologia i la sintaxi tenen un lloc destacat en la programació i en la realització d'exercicis.

## Relació amb l'ensenyament de la lectura
L'apropament de l'escolar a l'escriptura s'inicia de manera oposada a la lectura. En la lectura es comença per una paraula, que és un grafisme complex, el nen accepta el seu significat i ho compren. En l'escriptura s'inicia només amb el traçat gràfic, aprenent i practicant els traços més elementals i simples, que no tenen cap significat lingüístic.
Després de les línies,
el nen aprèn a fer les lletres, una per una, començant per les que són més fàcils de traçar. Després les anirà enllacant per fer les primeres síl·labes i així s'arriba a escriure les primeres paraules. Aquí es comencen a unir significant i significat. Comença a comprendre que pot comunicar-se i transmetre missatges per escrit.
Durant l'etapa del progrés de l'escriptura serà necessari que l'alumne faci molts exercicis fins a aconseguir la capacitat d'organitzar-se mentalment i escriure, sense ajuda, amb coherència i claredat les seves necessitats, desitjos, sentiments.

## Forma de les paraules
Pel significant el més important és la forma de les lletres i el moviment per traçar-les. És necessari desenvolupar habilitats
manipulatives fines que permetin traçar i encadenar les diferents grafies del nostre codi escrit, amb rapidesa, mantenint la unió, la direcció, els girs amb desplaçament general del moviment cap a la dreta, els espais i la proporció en les mides. És necessari tenir la capacitat de control voluntari de la prensió de l'instrument i de la pressió que es fa amb la punta sobre la superfície en la qual s'escriu. La pressió ha de ser suficient per marcar, permetent al mateix temps el desplaçament. Cal que hi hagi coordinació entre la imatge visual dels símbols i els moviments de la mà per reproduir aquesta imatge. Això pressuposa la interiorització i el record dels símbols gràfics, l'aprenentatge i execució quasi automàtica, sense pensar, d'aquests.

## Significat del que s'escriu
El significat fa referència a aquest llenguatge interior que vol manifestar-se per escrit perquè uns altres el coneguin. Escriure és pensar i passar a símbols gràfics i llegibles que el receptor pugui descodificar i entendre. Per tant, cal conèixer les regles gramaticals, la morfologia, la sintaxi i l'ortografia.

## Didàctica d'escriptura a persones amb síndrome de Down
Un nen amb síndrome de Down pot començar a llegir als 4 o 5 anys, però en la majoria de casos adquirirà soltesa en l'escriptura a partir dels 10 o 12 anys, perque abans aquests nens no solen haver assolit uns nivells prou alts en les seves habilitats per escriure a mà. Tot i això, els programes actuals i els seus resultats mostren que alguns poden escriure prou bé perquè els seus textos siguin llegibles i els seus missatges coherents. No privarem al nen del gust de llegir si pot gaudir d'aquesta activitat a una edat primerenca. Per aquesta raó alguns autors parlen de lectura i escriptura separadament i no de lecto-escriptura.